# Alice's Inferno
 (février 2017).
Si vous disposez d'ouvrages ou d'articles de référence ou si vous connaissez des sites web de qualité traitant du thème abordé ici, merci de compléter l'article en donnant les références utiles à sa vérifiabilité et en les liant à la section « Notes et références ».
Albums de Forever Slave
Ressurection (demo)
(2004) Tales for bad girls
(2008)
Alice's Inferno est le premier album du groupe de metal gothique espagnol Forever Slave. Il est sorti le 26 septembre 2005.
C'est un album-concept qui s'inspire d'Alice au pays des merveilles et de La Divine Comédie[réf. nécessaire].

## Histoire
C'est l'histoire d'une adolescente, Alice. Quand elle était petite, ses parents se sont fait assassiner. Alice est accusée et condamnée, alors qu'elle ne se souvient de rien. Elle est enfermée dans un centre psychiatrique. Mais quand elle a 16 ans, l'histoire se reproduit. Son amant (un infirmier du centre) meurt dans des circonstances semblables. Elle ne sait pas si elle est une meurtrière ou pas, mais au moment des deux crimes il y a un vide dans sa tête quelques heures avant et quelques heures après. Elle essaye de voyager dans son "moi-intérieur" pour trouver des réponses.[réf. nécessaire]

## Liste des titres
| 1.    | Lunatic Asylum         | 5:27 |
| 2.    | Reminiscences          | 5:04 |
| 3.    | ...In the Forest       | 4:45 |
| 4.    | Equilibrium            | 5:47 |
| 5.    | The Circles of Tenebra | 6:58 |
| 6.    | Dreams and Dust        | 5:30 |
| 7.    | Aquelarre              | 4:10 |
| 8.    | Across the Mirror      | 7:56 |
| 9.    | Tristeza               | 3:51 |
| 10.   | The Letter             | 4:35 |
| 54:03 |                        |      |

Notes
- Paroles : Lady Angellyca, Helen Rizzo (piste 2), Oswalth (piste 4)
- Musique : Forever Slave

## Crédits

### Membres du groupe
- Lady Angellyca : chant
- Sergio Valath (dit Servalath) : guitare, chœur
- Michael Ross : basse
- Leal : claviers
- Edward Vert : batterie, chœur
- Oswalth : guitare solo

Collaborations
- Voix additionelles et chœurs par Lars Ratz (piste 5) et Lars Ratz, Victor Bullok, Ignaz et Sergio (piste 7)
- Victor Bullok : invité solo sur Equilibrium (piste 4)
- Ignaz : violon

### Equipes techniques
- Photographie et Design : Lady Angellyca
- Production : Lars Ratz
- Enregistrement et mixage : Lars Ratz, Victor Bullok
- Mastering : Chris von Rautenkranz, Victor Bullok